# Konk (estudios de grabación)
Konk es el nombre de un estudio de grabación y compañía discográfica, formada y dirigida por la banda británica de rock The Kinks.

## Konk Studios
En 1971, The Kinks abandonó Pye Records para firmar un contrato de cinco álbumes con RCA, quienes ofrecieron un millón de dólares de anticipo al grupo. Ray y Dave Davies pusieron este dinero y algo más sacado de sus últimos éxitos como "Lola" para crear un estudio de grabación propio cerca de Hornsey, a menos de dos kilómetros de su casa en Muswell Hill. Los años anteriores habían grabado generalmente en los  Morgan Studios de Willesden, Londres. Allí grabaron álbumes como Lola versus Powerman and the Moneygoround, Part One, Percy, Muswell Hillbillies y Everybody's in Show-Biz.
The Kinks began comenzaron a grabar a tiempo completo en los nuevos estudios en 1973. Allí grabaron Preservation. La banda de indie británica The Kooks grabaron allí su álbum Konk, que llegó a lo más alto de las listas británicas en abril de 2008.

## Konk Records
Como discográfica, Konk Records, fue especialmente prolífica a finales de los años 1970, lanzando una serie de LP y sencillos antes de terminar n 1976, con la partida de Tony Dimitriades. Algunos de los artistas que firmaron con la discográfica incluyen a Claire Hamill y Cafe Society.
Las siguientes décadas la discográfica siguió lanzando discos y sencillos de forma interrumpida. A veces, las reediciones de álbumes de The Kinks aparecen bajo la discográfica "Konk", a pesar de que la posterior distribución de los mismos corre a cargo de sellos más grandes como Velvel, Reprise (EE. UU.) y Castle/Sanctuary (RU). The Kinks volvió a utilizar el sello cuando Columbia records les rescindió el contrato en 1994, poco después del lanzamiento de To The Bone, grabado en los estudios Konk ante público, donde tocaron algunos de sus clásicos, además de dos nuevas composiciones de Ray Davies.